# 阿尔卑湖
阿尔卑湖（德語：Alpsee）位于德国巴伐利亚州境内的一个湖泊。离菲森东南4公里。阿尔卑湖与新天鹅堡和高天鹅堡紧邻。

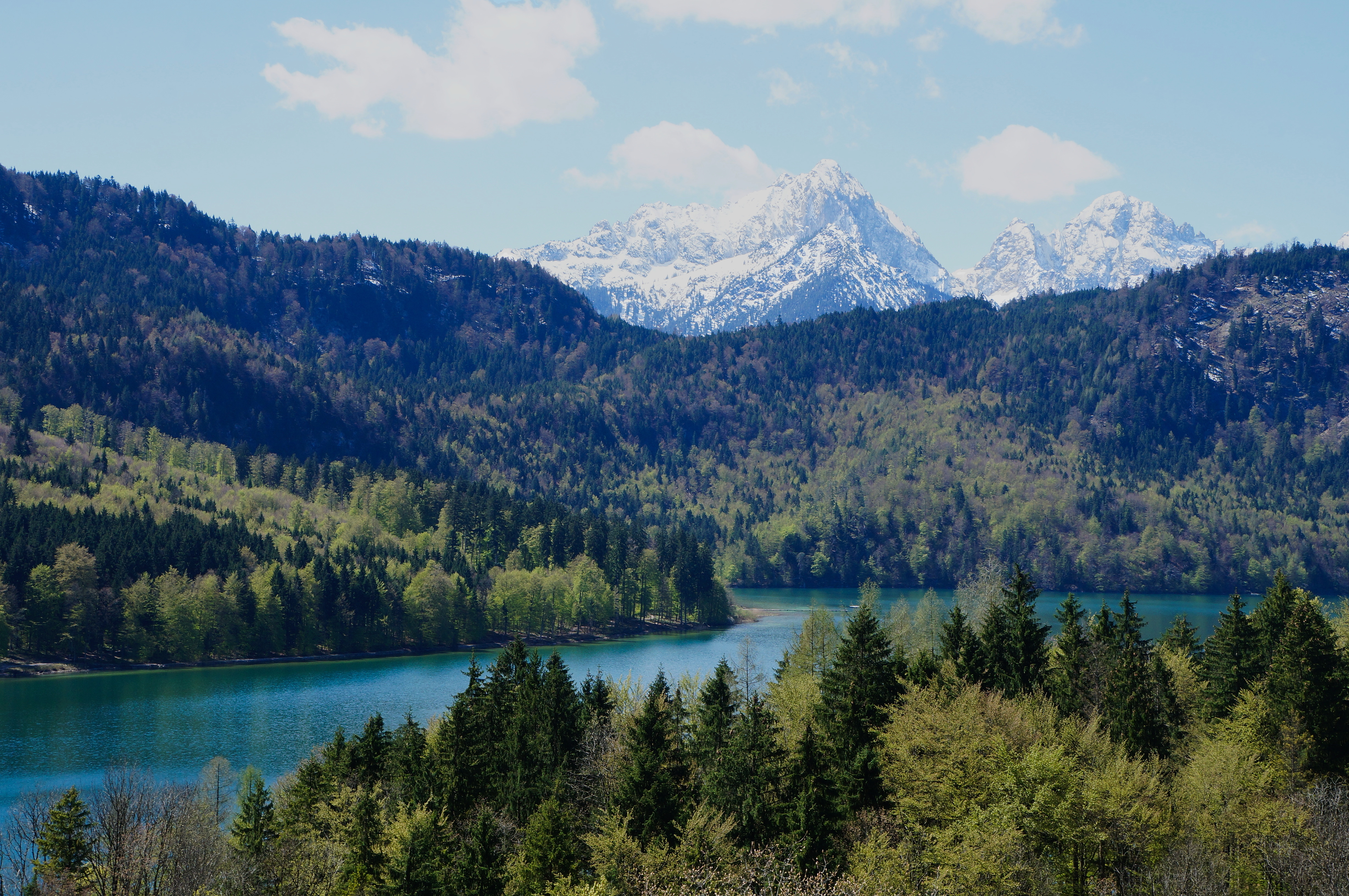

湖泊具有5千米的湖岸，最深处达62米。